# Awerial
Awerial – hrabstwo w Sudanie Południowym, w stanie Lakes. W 2008 roku liczyło 47 041 mieszkańców (23 742 kobiet i 23 299 mężczyzn) w 8274 gospodarstwach domowych. Dzieli się na 8 mniejszych jednostek administracyjnych zwanych payam:
- Abuyong
- Bun-Agok
- Dor
- Magok
- Nile
- Puluk
- Alel I
- Alel II